# Rödgrund (Sottunga, Åland)
Rödgrund är en ö i Åland (Finland). Den ligger i Skärgårdshavet och i kommunen Sottunga i landskapet Åland, i den sydvästra delen av landet. Ön ligger omkring 46 kilometer öster om Mariehamn och omkring 230 kilometer väster om Helsingfors.
Öns area är 4,6 hektar och dess största längd är 350 meter i nord-sydlig riktning.